# رحلة جوابة الفجر
«رحلة جوابة الفجر» هي رواية فانتازيا ملحمية من تأليف سي. إس. لويس، نُشرت في عام 1952 من قبل دار جيفري بلس. وهي الجزء الثالث من سلسلة روايات «سجلات نارنيا» (1950-1956) المكونة من سبعة أجزاء. انتهى لويس من كتابتها في عام 1950 قبل صدور أول جزء من سلسلة نارنيا. وفي الطبعات الحديثة المُرتبة على أساس تتابع الأحداث الداخلي للروايات، تظهر تلك الرواية في صورة المجلد الخامس. رسمت باولين بينس الصور التوضيحية لتلك الرواية كما الحال في بقية الأجزاء، واحتفظت معظم الطبعات اللاحقة بأعمالها. يُعد هذا الجزء الكتاب الوحيد في سلسلة نارنيا الذي لا يتضمن شخصية شريرة رئيسية.
أهدى لويس هذا الكتاب إلى جوفري كوربت؛ الابن المُتبنى لأوين بارفيلد؛ صديق لويس ومُعلمه ووصيه.
نشرت دار ماكميلان الأمريكية الطبعة الأمريكية من الكتاب في غضون ذات السنة التقويمية، وتبعها عدة طبعات مُنقحة بصفة ملموسة، واستمرت في نشرها في الولايات المتحدة حتى عام 1994.
جُسدت رواية «رحلة جوابة الفجر» في سلسلة تلفزيونية مكونة من أربع حلقات على شبكة بي بي سي في عام 1989، وصدر فيلم مستوحى منها في عام 2010.

## ردود الأفعال
يرى أنتوني باوتشر وفرانسيس ماكوماس أن رحلة جوابة الفجر «لم ترتق بالشكل الكافي للمستوى الرفيع الذي عهدناه في الأجزاء السابقة». وخصا شخصية الفأر ريبيتشيب بالثناء، ووصفاها بأنها «أحد أرقى تخيلات لويس».
قالت الباحثة سو بينز في كتابها: «بخلاف أجزاء نارنيا الأخرى، لا تحتوي جوابة الفجر على شخصية شريرة صريحة باستثناء النخاسين في بداية القصة الذين هُزموا بسهولة وتخلص أبطال القصة منهم. عوضًا عن ذلك يواجه أبطال القصة عيوب أنفسهم في أكثر من موقف وعواقب أفعالهم. فقد أدى طمع يوستس وسلوكه السيء إلى تحوله إلى تنين، واضطر إلى أن يعمل بجد كي يثبت جدارته بأن يكون بشريًا من جديد؛ أما كابسيان فقد تعرض للإغراء عندما سنحت الفرصة أمامه للاستيلاء على البركة السحرية التي تحول أي شيء إلى ذهب، ولكنها كانت ستجعله طاغية طماعًا على استعداد للقتل في سبيل الحفاظ على ثروته وسلطته. وفي وقت لاحق يرضخ كاسبيان إلى الرحيل إلى بلدة أسلان تاركًا مسؤولياته الملكية. أما لوسي فكانت ترغب في أن تصبح جميلة عن طريق السحر، الأمر الذي كان من شأنه أن يفتعل حروبًا شنيعة تدمر نارنيا وما حولها، وبعد امتناعها عن الوقوع في هذا الإغراء رضخت إلى إغراء آخر أقل منه، وهو أن تتجسس على زملائها في المدرسة، وعُوقبت على فعلتها بسماعها أقاويل خبيثة حطمت أواصر الصداقة بينها وبين زملائها. أما إدموند فقد تعرضت شخصيته إلى أكثر الاختبارات قساوة عندما وصل إلى نارنيا لأول مرة، ولكنه تجنب التجارب التي خاضها غيره، وسلك سلوك أكثر أفراد المجموعة نضجًا وحكمة».

## العوامل المؤثرة
من الواضح أن «رحلة جوابة الفجر» أشد أعمال لويس تأثرًا بأصوله الأيرلندية، فهي تذكرنا بأحد ضروب الأدب الأيرلندي القديم. ولكن بخلاف تلك القصص المتوارثة، تحكي جوابة الفجر عن رحلة متجهة إلى الشرق عوضًا عن الغرب
تشدد الرواية كذلك على التشابه بين الأسد أصلان وبين يسوع المسيح. ففي نهاية الرواية يظهر أصلان على هيئة حمل، وهو مشهد مستوحى من إنجيل يوحنا 21:9. وعقب تحول أصلان إلى أسد قال لأطفال عائلة بيفنسي: «أنا موجود في عالمكم ولكن باسم آخر. عليكم أن تعرفوني بهذا الاسم. هذا هو سبب مجيئكم إلى نارنيا من البداية: ربما تتعرفون عليّ بشكل أفضل في عالمكم إذا بقيتم هنا معي لبعض الوقت».
يتشابه تحول يوستس إلى تنين في وجود الذهب إلى مصير فالإنش في الأساطير الإسكندنافية. فربما إذا قرأ يوستس عن الأساطير والحكايات لأدرك أن ذهب التنانين ملعون.